# Discographie de Johnny Reid
Pour les articles homonymes, voir Reid.
Johnny Kirland Reid est un artiste canadien de musique country. Sa discographie comprend dix albums de studio et vingt-cinq en solo. Reid a vendu plus de 11 millions d'albums dans le monde.
John Reid est né en Écosse. Ses parents viennent s'établir au Canada alors qu'il avait 13 ans. Son père, un mécanicien diesel, voulait donner à Reid et à son frère des opportunités supérieure à celles en Écosse.

## Albums de studio

### années 1990 – années 2000
| Titre                                   | Details                                                                             | Positions de pointe | Certifications (Niveau des ventes)                                                                  |
| Titre                                   | Details                                                                             | CAN                 | Certifications (Niveau des ventes)                                                                  |
| --------------------------------------- | ----------------------------------------------------------------------------------- | ------------------- | --------------------------------------------------------------------------------------------------- |
| Another Day, Another Dime               | - Date de sortie: 15 septembre 1997 - Étiquette: JCD - Formats: CD, cassette        | —                   | |
| Johnny Reid                             | - Date de sortie: 17 janvier 2000 - Étiquette: JCD - Formats: CD, cassette          | —                   | |
| Born to Roll                            | - Date de sortie: 15 mars 2005 - Étiquette: Open Road - Formats: CD, download       | —                   | - CAN: Platinum(en) « Canada album certifications – Johnny Reid – Born to Roll », Music Canada      |
| Kicking Stones                          | - Date de sortie: 10 avril 2007 - Étiquette: Open Road - Formats: CD, download      | 21                  | - CAN: 2× Platinum(en) « Canada album certifications – Johnny Reid – Kicking Stones », Music Canada |
| Dance with Me                           | - Date de sortie: 10 mars 2009 - Étiquette: Open Road - Formats: CD, music download | 3                   | - CAN: 3x Platinum(en) « Canada album certifications – Johnny Reid – Dance with Me », Music Canada  |
| "—" denotes releases that did not chart |                                                                                     |                     | |

### 2010s
| Titre                  | Details                                                                                        | Positions au sommet | Certifications (Niveau de ventes)                                                                        | Ventes        |
| Titre                  | Details                                                                                        | CAN                 | Certifications (Niveau de ventes)                                                                        | Ventes        |
| ---------------------- | ---------------------------------------------------------------------------------------------- | ------------------- | --- | ------------- |
| A Place Called Love    | - Date de sortie: 31 août 2010 - Étiquette: EMI - Formats: CD, download                        | 1                   | - CAN: 2× Platinum(en) « Canada album certifications – Johnny Reid – A Place Called Love », Music Canada | - CAN: 96 000 |
| Fire It Up             | - Date de sortie: 12 mars 2012 - Étiquette: EMI - Formats: CD, download                        | 2                   | - CAN: Platinum(en) « Canada album certifications – Johnny Reid – Fire It Up », Music Canada             |               |
| What Love Is All About | - Date de sortie: 13 novembre 2015 - Étiquette: Universal Music Canada - Formats: CD, download | 3                   | - CAN: Platinum(en) « Canada album certifications – What Love Is All About », Music Canada               | - CAN: 50 000 |
| Revival                | - Date de sortie: 3 novembre 2017 - Étiquette: Universal Music Canada - Formats: CD, download  | 3                   | |               |

## Albums de Noël
| Titre                   | Details                                                                                             | Positions de pointe | Certifications (Niveau de ventes)                                                                            | Ventes         |
| Titre                   | Details                                                                                             | CAN                 | Certifications (Niveau de ventes)                                                                            | Ventes         |
| ----------------------- | --------------------------------------------------------------------------------------------------- | ------------------- | --- | -------------- |
| Christmas               | - Date de sortie: 10 novembre 2009 - Étiquette: Open Road Recordings - Formats: CD, music download  | 7                   | - CAN: Platinum(en) « Canada album certifications – Johnny Reid – Christmas », Music Canada                  |                |
| A Christmas Gift to You | - Date de sortie: 22 octobre 2013 - Étiquette: Universal Music Canada - Formats: CD, music download | 1                   | - CAN: 2× Platinum(en) « Canada album certifications – Johnny Reid – A Christmas Gift to You », Music Canada | - CAN: 106 000 |

## Jeux prolongés
| Titre                | Details                                                                                              | Positions de pointe |
| Titre                | Details                                                                                              | CAN                 |
| -------------------- | --- | ------------------- |
| My Kind of Christmas | - Date de sortie: 25 octobre 2019 - Étiquette: Universal Music Canada - Formats: Download, streaming | 18                  |

## Œuvres en solo
| Year                                    | Single                                   | Positions de pointe | Positions de pointe | Positions de pointe | Album                  |
| Year                                    | Single                                   | CAN Country ,       | CAN                 | CAN AC              | Album                  |
| --------------------------------------- | ---------------------------------------- | ------------------- | ------------------- | ------------------- | ---------------------- |
| 1999                                    | Given Up on Me                           | 45                  | —                   | —                   | Johnny Reid            |
| 2000                                    | Runnin' Wild                             | 50                  | —                   | —                   | Johnny Reid            |
| 2000                                    | She Don't Wanna Hear                     | 41                  | —                   | —                   | Johnny Reid            |
| 2004                                    | You Still Own Me                         | —                   | —                   | —                   | Born to Roll           |
| 2005                                    | Sixty to Zero                            | —                   | —                   | —                   | Born to Roll           |
| 2005                                    | Missing an Angel                         | —                   | —                   | —                   | Born to Roll           |
| 2006                                    | Time Flies                               | —                   | —                   | —                   | Born to Roll           |
| 2006                                    | Gypsy in My Soul                         | 12                  | —                   | —                   | Born to Roll           |
| 2007                                    | Love Sweet Love                          | 11                  | —                   | —                   | Kicking Stones         |
| 2007                                    | Kicking Stones                           | 13                  | —                   | —                   | Kicking Stones         |
| 2007                                    | Darlin'                                  | 3                   | 57                  | —                   | Kicking Stones         |
| 2008                                    | Thank You                                | 13                  | 82                  | —                   | Kicking Stones         |
| 2008                                    | Out of the Blue                          | 7                   | 80                  | —                   | Kicking Stones         |
| 2009                                    | A Woman Like You                         | 4                   | 51                  | —                   | Dance with Me          |
| 2009                                    | Dance with Me                            | 10                  | 66                  | —                   | Dance with Me          |
| 2009                                    | Old Flame                                | 4                   | 85                  | —                   | Dance with Me          |
| 2010                                    | Today I'm Gonna Try and Change the World | 3                   | 41                  | —                   | A Place Called Love    |
| 2010                                    | Let's Go Higher                          | 5                   | 58                  | 8                   | A Place Called Love    |
| 2011                                    | Hands of a Working Man                   | 35                  | —                   | —                   | A Place Called Love    |
| 2011                                    | You Gave My Heart a Home                 | 10                  | —                   | —                   | A Place Called Love    |
| 2012                                    | Fire It Up                               | 4                   | 53                  | —                   | Fire It Up             |
| 2012                                    | Baby I Know It                           | 3                   | 76                  | —                   | Fire It Up             |
| 2012                                    | Dedicated to You                         | 19                  | 99                  | 22                  | Fire It Up             |
| 2015                                    | A Picture of You                         | 24                  | —                   | —                   | What Love Is All About |
| 2015                                    | Honey Honey                              | 40                  | —                   | —                   | What Love Is All About |
| "—" denotes releases that did not chart |                                          |                     |                     |                     |                        |

| Année | Solo                                       | Positions de pointe | Album             |
| Année | Solo                                       | CAN Country         | Album             |
| ----- | ------------------------------------------ | ------------------- | ----------------- |
| 2010  | You Tell Me (Terri Clark avec Johnny Reid) | 16                  | The Long Way Home |

### Autres chansons enregistrées
| Year                                    | Single                             | Positions de pointe | Positions de pointe | Album                   |
| Year                                    | Single                             | CAN Country         | CAN AC              | Album                   |
| --------------------------------------- | ---------------------------------- | ------------------- | ------------------- | ----------------------- |
| 2009                                    | Waiting for Christmas to Come      | 50                  | 42                  | Christmas               |
| 2010                                    | Jingle Bell Rock                   | 43                  | —                   | Christmas               |
| 2010                                    | Christmas Time Again               | 47                  | —                   | Christmas               |
| 2013                                    | I Heard the Bells on Christmas Day | —                   | 12                  | A Christmas Gift to You |
| 2013                                    | Winter Star                        | —                   | 13                  | A Christmas Gift to You |
| "—" denotes releases that did not chart |                                    |                     |                     |                         |

## Vidéos musicaux
| Année | Video                                                               | Directeur              |
| ----- | ------------------------------------------------------------------- | ---------------------- |
| 2004  | You Still Own Me                                                    | Margaret Malandruccolo |
| 2005  | Sixty to Zero                                                       | Shawn Maher            |
| 2005  | Missing an Angel                                                    | Warren P. Sonoda       |
| 2006  | Time Flies                                                          | Stephano Barberis      |
| 2007  | Love Sweet Love                                                     | Steven Goldmann        |
| 2007  | Kicking Stones                                                      |                        |
| 2007  | Darlin'                                                             |                        |
| 2008  | Thank You                                                           |                        |
| 2008  | Silent Night (Douce nuit, sainte nuit)                              |                        |
| 2009  | A Woman Like You                                                    |                        |
| 2009  | Dance with Me                                                       | Warren P. Sonoda       |
| 2009  | Old Flame                                                           |                        |
| 2010  | Today I'm Gonna Try and Change the World                            | Margaret Malandruccolo |
| 2010  | Let's Go Higher                                                     | Ante Kovac             |
| 2011  | Hands of a Working Man                                              | Joel Stewart           |
| 2011  | You Gave My Heart a Home                                            |                        |
| 2012  | Fire It Up                                                          | Margaret Malandruccolo |
| 2012  | Baby I Know It (avec Carolyn Dawn Johnson)                          |                        |
| 2012  | Dedicated to You(remix)                                             | John Poliquin          |
| 2014  | Go Tell It on the Mountain (with Natalie MacMaster and The Rankins) | Margaret Malandruccolo |
| 2015  | A Picture of You                                                    | Lisa Mann              |
| 2016  | Honey Honey                                                         | Lisa Mann/Daniel Grant |
| 2016  | What Love Is All About                                              |                        |
| 2017  | The Light In You                                                    |                        |
| 2018  | Heart Of A Woman                                                    |                        |